# NK Oštarije
NK Oštarije je nogometni klub iz Oštarija.
Trenutačno se natječe se u 1. ŽNL Karlovačkoj.